# 1859年8月28日日食
1859年8月28日日食为一次在协调世界时1859年8月28日出現的日偏食。該次日食食分為0.5261。

## 概述
這次日食的食分是0.5261。

## 基本參數
- 類型：日偏食
- 食甚資料：
  - 日期：1859年8月28日
  - 時間：5時2分0秒
  - 地點：61S 34E
  - 食分：0.5261

## 外部連結
- NASA日食專頁（页面存档备份，存于）（英文）